# SmarTeam
SmarTeam ist ein von der Firma Dassault Systèmes entwickeltes PDM/PLM-System. Es integriert sich in zahlreiche CAD-Systeme der führenden CAD-Anbieter wie AutoCAD. Für die Integration mit CATIA und SolidWorks stehen native Integrationen zur Verfügung, da diese Systeme ebenfalls von der Firma Dassault Systèmes hergestellt werden. SmarTeam bietet neben der klassischen Zeichnungsverwaltung und Stücklisten-Strukturen ein umfassendes Dokumenten-Management mit flexibler Workflow-Verwaltung. Unter anderem gibt es auch eine Integration für MS-Office. Daneben kann SmarTeam den Datenaustausch mit der Produktion, dem Verkauf oder dem Service automatisieren und vereinheitlichen. SmarTeam bietet dafür Schnittstellen zu ERP-Systemen wie beispielsweise für SAP. Die Benutzeroberfläche wurde mit dem Release 18 überarbeitet.

## SmarTeam Navigator
Neben dem SmarTeam Fat Client gibt es auch ein in einem Browser nutzbares Benutzer-Interface (Thin Client) für SmarTeam. Diese Variante wird SmarTeam WebEditor genannt. SmarTeam Navigator erlaubt nur den  Lesezugriff auf die SmarTeam-Inhalte. WebPDM benötigt mindestens einen zusätzlichen Web-Application-Server.

## SmarTeam CMS
Im Zusammenspiel mit der Software 3Dvia Composer können durch SmarTeam zahlreiche Funktionalitäten aus dem Gebiet der Content-Management-Systeme abgedeckt werden.